# Matagalpa (Nikaragva)
Matagalpa je grad u srednjoameričkoj državi Nikaragve. Središte je istoimenog departmana. Matagalpa je drugi najvažniji grad u Nikaragvi, a poznat je i kao "Biser Sjevera" i "Zemlja vječnog proljeća".

## Klima
Matagalpa, zajedno s obližnjim Jinotegom, može uživati u "vječnom proljeću" tijekom cijele godine. Matagalpa leži na više od 700 m nadmorske visine, s prosječnom temperaturom u rasponu od 26 do 28 °C. Relativnu vlažnost iznosi između 75 do 85 %. Prosječna količina oborina je 1.200 do 1.900 mm.

## Gradovi prijatelji
| - Wuppertal - Tilburg - Sabadell - Gainesville - San Pedro Sula | - Lewisham - Valparaíso - San Francisco - Retalhuleu - Antigua Guatemala | - Heredia - Oulu - Colón - Antigua Guatemala - Cojutepeque | - Sankt-Peterburg - Šangaj - Jalisco |

## Poznate osobe
- Tomás Borge (1930. – 2012.), političar i pisac, suosnivač FSLN
- Carlos Fonseca (1936. – 1976.), suosnivač FSLN
- Dora María Téllez (1955.), pisac, povjesničar i bivši gerilski borac sandinista
- Byron Rojas (1990.), boksač